# Gurawa
Gurawa är ett släkte av insekter. Gurawa ingår i familjen dvärgstritar.
Kladogram enligt Catalogue of Life:
| Gurawa | \| \| Gurawa albofasciata \| \| \| \| \| \| Gurawa intermediatus \| \| \| \| \| \| Gurawa minorcephala \| \| \| \| \| \| Gurawa vexillum \| \| \| \| |
|        | \| \| Gurawa albofasciata \| \| \| \| \| \| Gurawa intermediatus \| \| \| \| \| \| Gurawa minorcephala \| \| \| \| \| \| Gurawa vexillum \| \| \| \| |
|        | Gurawa albofasciata |
|        | |
|        | Gurawa intermediatus |
|        | |
|        | Gurawa minorcephala |
|        | |
|        | Gurawa vexillum |
|        | |